# Aeroporto de Penedo
O Aeroporto de Penedo - Freitas Melro (IATA: ***, ICAO: SNPE) é um aeroporto, localizado no município de Penedo, no estado de Alagoas. Situado a 115 quilômetros da capital Maceió. Faz divisa com o Estado de Sergipe, também na Região Nordeste do Brasil. 
O aeroporto beneficiará o escoamento da agricultura e o desenvolvimento do turismo e a cultura, representado por igrejas, monumento e praias do litoral sul alagoano, além do Rio São Francisco.

## Reforma
Embora não esteja relacionado na lista do PDAR - Plano de Desenvolvimento da Aviação Regional, do Governo Federal, que contém 270 aeroportos em todo o país, e apenas 2 no Estado de Alagoas (Arapiraca e Maragogi), fala-se da reforma deste aeroporto, que já foi muito utilizado nas décadas de 60 e 70. Só para este aeroporto foi destinado cerca de R$ 4,6 milhões, pelo Governo Federal mais R$ 690 mil, pelo Governo Estadual, o que ultrapassa os R$ 5 milhões.